# Norbert Callens
Norbert Callens (Wakken, 22 juni 1924 - Loppem, 12 maart 2005) was een Belgisch wielrenner.

## Start wielercarrière

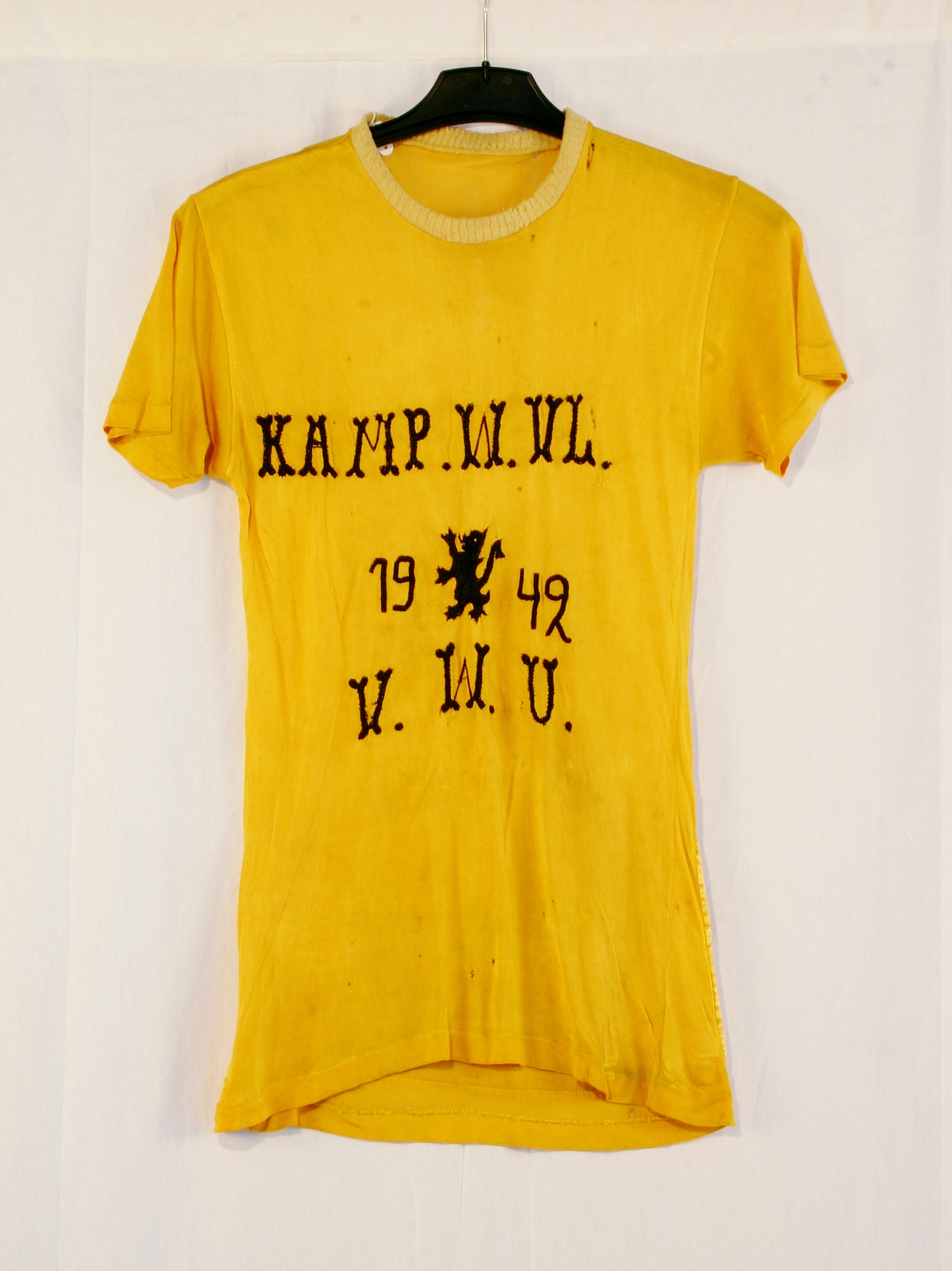
West-Vlaamse kampioenentrui VWU 1942

Norbert Callens begint op 16-jarige leeftijd in 1940 zijn wielerloopbaan. Bij de juniorenrenners stapelt hij de overwinningen op. Hoewel de Tweede Wereldoorlog volop woedt, ligt de wielersport in België niet stil. Zo wordt hij in 1942 onder meer West-Vlaamse kampioen bij de pas opgerichte Vlaamsche Wieler Unie. De oorlog vormt uiteraard ook een rem op zijn uitgroei naar het profrennen, maar in 1945 krijgt hij een contract aangeboden bij de Franse wielerploeg Mercier-Hutchinson. Zijn eerste profjaar sluit hij af met enkele mooie overwinningen zoals in de terug opgestarte Ronde van België en de GP de l'Industrie en du Cycle (Coupe Marcel Vergeant) in Saint-Étienne.
De daaropvolgende jaren bestaan vooral uit ereplaatsen en werk in dienst van de Franse ploeg en zijn kopmannen. Callens reed goed in de kleinere rittenwedstrijden. Zo werd hij in 1946 tweede in Dwars door België, vijfde in de Ronde van Zwitserland en zesde in Parijs-Nice. Ook in eendaagswedstrijden en klassiekers reed hij niet onaardig, maar ritwinsten bleven beperkt tot kleinere (kermis)koersen zoals Desselgem Koerse in 1947 en de Omloop der Vlaamse Ardennen in Ichtegem in 1949.

## De gemiste gele trui
Callens mocht drie keer aan de start van de Ronde van Frankrijk verschijnen met de Belgische ploegen. Hij was nooit favoriet, maar werd wel in de gaten gehouden als underdog. Hij was een van de pupillen van oud-Tourwinnaar Sylvère Maes. In 1947 moet Callens opgeven in de 15de etappe na een val bij de afdaling van de Col du Tourmalet en ook in 1948 volgt een opgave na ziekte in de 9de etappe. 
In 1949 volgt echter een hoogtepunt. De derde rit gaat van Brussel naar het Noord-Franse Boulogne-sur-Mer. Hoewel ploeg- en landgenoot Roger Lambrecht na zijn ritwinst in Brussel in het geel rijdt, zit Callens in de goede ontsnapping en blijft hij met zijn medevluchters ver genoeg om uiteindelijk de etappe te winnen en de leidersplaats in het algemeen klassement te veroveren. Callens zou echter nooit de bijhorende gele trui ontvangen. De reden hiervoor blijft onduidelijk. Men had niet verwacht dat de gele leiderstrui in deze etappe van eigenaar zou wisselen en de vrachtwagen met de gele truien zou verhinderd geweest zijn en niet in Boulogne-sur-Mer aankomen. Callens zou voor de huldiging een gele pull van een aanwezige journalist, Albert Van Laethem, gekregen hebben. Een affront voor de organisatie die voor het eerst sinds de invoer van de gele trui in 1919 de leider niet het bijhorende huldeblijk kon aanbieden. Daags erop vertrok Callens in zijn landentrui. Volgens sommigen zou hij de gele trui uit woede geweigerd hebben en werd hij hiervoor door de organisatie bestraft, volgens anderen was de verzorger de trui vergeten in het hotel. Callens had zijn afspraak met de Tourgeschiedenis alvast gemist en zou in de volgende etappe zijn leidersplaats alweer verliezen. Callens reed verder in dienst en zou tijdens de passage door de Pyreneeën bij een gevallen landgenoot, Florent Mathieu, blijven en eindigde zo buiten tijd. De gevallen Mathieu werd heropgevist, Callens tot zijn ongenoegen niet. Hij zou nooit meer aan de start van de Tour verschijnen.

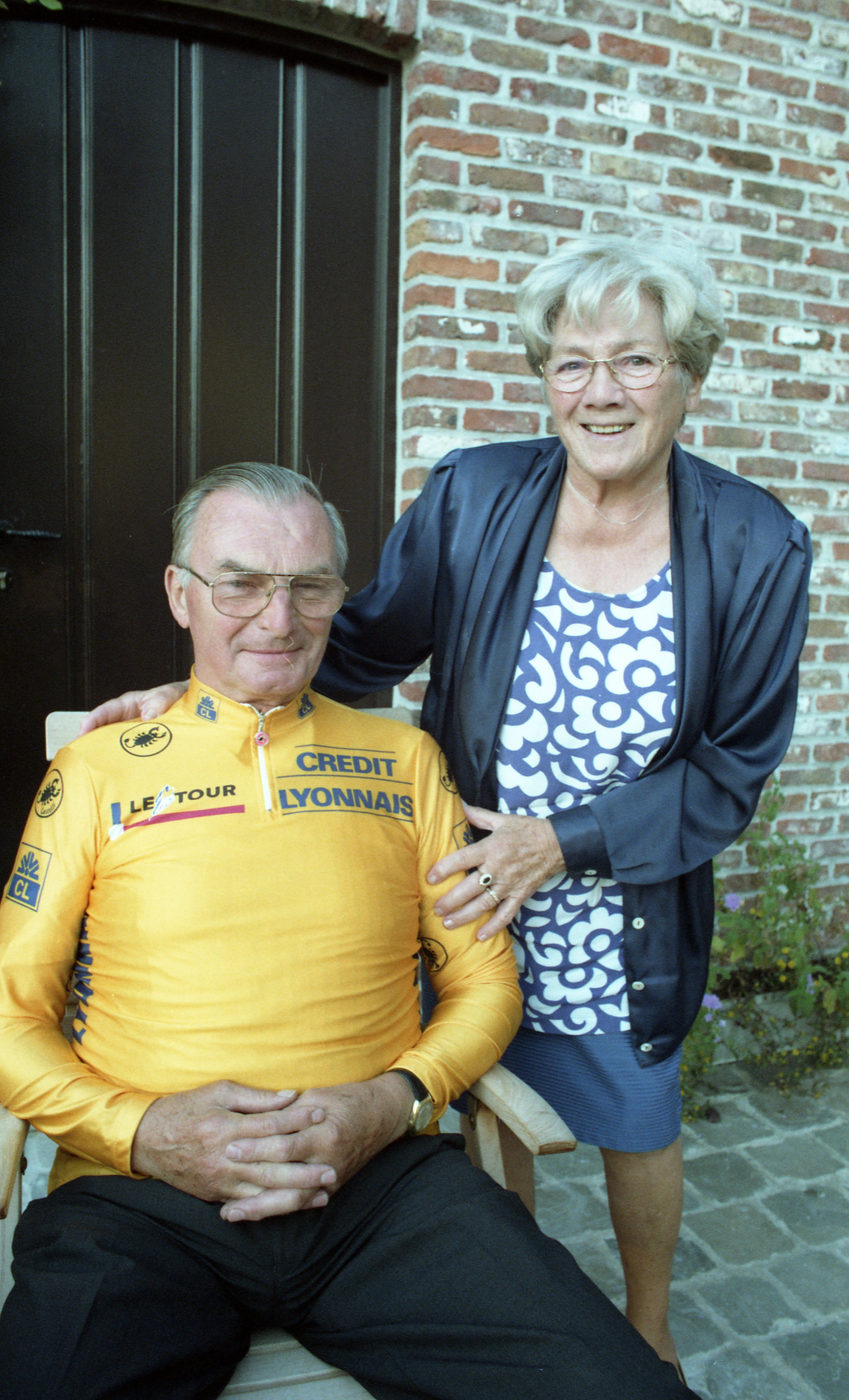
Norbert Callens toch nog in het geel

## Na-Tourperiode
Callens bleef nog een jaar bij Mercier, maar verder dan een derde plaats in de Ronde van Nederland en wat derde plaatsen in kermiskoersen, waaronder in zijn eigen Wakken, kwam het niet meer. In 1951 verlegde Callens zich naar de Belgische wielerploeg Terrot-Wolber. Hij werd er nog Kampioen van West-Vlaanderen en haalde wat verre ereplaatsen. Zo werd hij 19de in de Ronde van Noord-Afrika. Het jaar erop werd een jaar zonder successen en zou het einde van de wielerloopbaan van Norbert Callens worden. 
Callens zou beroepshalve slager worden. Het verhaal van de dag in de Tour dat er geen gele trui was, verdween op de achtergrond tot in 1994. Boulogne-sur-Mer was opnieuw aankomstplaats voor een Touretappe en de burgemeester van de Franse stad kende het verhaal nog. 45 jaar na zijn gemiste gele trui werd Callens uitgenodigd om alsnog een officiële gele trui in ontvangst te nemen, weliswaar een hedendaags exemplaar. In zijn geboorteplaats Wakken, inmiddels deelgemeente van Dentergem werd hij in 2001 nog gehuldigd als 'Sportfiguur van de Eeuw'. Hij overleed in 2005 op 80-jarige leeftijd.

## Belangrijkste overwinningen
1942
- Kampioen van West-Vlaanderen (Vlaamse Wieler Unie)

1945
- Ronde van België
- Coupe Marcel Vergeant - GP de l'Industrie et du Cycle

1947
- Desselgem Koerse

1949
- Omloop der Vlaamse Ardennen Ichtegem
- 3e etappe Ronde van Frankrijk

## Resultaten in voornaamste wedstrijden
| Jaar | Ronde van Italië | Ronde van Frankrijk | Ronde van Spanje |
| ---- | ---------------- | ------------------- | ---------------- |
| 1945 |                  |                     |                  |
| 1946 |                  |                     |                  |
| 1947 |                  | opgave              |                  |
| 1948 |                  | opgave              |                  |
| 1949 |                  | opgave (1)          |                  |
| 1950 |                  |                     |                  |
| 1951 |                  |                     |                  |
| 1952 |                  |                     |                  |

| Jaar | Gent-Wevelgem | Ronde van Vlaanderen | Parijs-Roubaix | Luik-Bast.‑Luik | Dwars door België (wielersport) | Waalse Pijl | Parijs-Brussel |
| ---- | ------------- | -------------------- | -------------- | --------------- | ------------------------------- | ----------- | -------------- |
| 1945 |               | 29e                  |                |                 |                                 |             |                |
| 1946 | 20e           | 23e                  |                |                 | Zilver                          |             |                |
| 1947 | 15e           |                      |                | 21e             | 8e                              |             | 10e            |
| 1948 |               |                      |                |                 |                                 |             |                |
| 1949 | 27e           | 48e                  | 11e            |                 |                                 | 16e         | 7e             |
| 1950 |               |                      |                | 36e             |                                 |             | 9e             |
| 1951 | 7e            | 11e                  |                |                 |                                 | 41e         |                |
| 1952 |               |                      |                |                 |                                 |             | 104e           |